# Hamataliwa monroei
Hamataliwa monroei är en spindelart som beskrevs av John M. Grimshaw 1989. Hamataliwa monroei ingår i släktet Hamataliwa och familjen lospindlar.
Artens utbredningsområde är Queensland. Inga underarter finns listade i Catalogue of Life.